# Joe Albi Stadium
O Joe Albi Stadium é um estádio localizado em Spokane, Washington, Estados Unidos, possui capacidade total para 28.646 pessoas, é a casa do time de futebol feminino Spokane Shine e também é utilizado principalmente por times de futebol americano de escolas de ensino médio da região. O estádio foi inaugurado em 1950, foi a casa do time de futebol americano universitário Washington State Cougars football entre 1950 e 1983.